# Giorgio Manacorda
Giorgio Manacorda (Roma, 1941) è uno scrittore, germanista, poeta e critico letterario italiano.

## Biografia
Ha insegnato letteratura tedesca all’Università della Calabria e all’Università della Tuscia. Ha scritto vari saggi su autori di lingua tedesca (da Goethe a Heiner Müller passando per Hofmannsthal, Roth, Kafka, Bachmann e altri) e si è occupato di poesia italiana contemporanea. 
Figlio di Gastone, intrattenne un importante rapporto personale con Pier Paolo Pasolini che presentò le sue opere su Paragone scoprendolo difatti come poeta. Lo stesso Pier Paolo Pasolini descrive in una lettera a Nenni il rapporto con Manacorda, fondamentale anche per la lavorazione della pellicola Il Vangelo secondo Matteo. Fu infatti Giorgio Manacorda colui che convinse il recalcitrante Enrique Irazoqui ad accettare di interpretare il ruolo di Cristo nel film di Pasolini.
Finalista Premio Strega 2012 con Il corridoio di legno edito dalla Voland, come giornalista ha collaborato con La Stampa, La Repubblica, altri quotidiani e settimanali. 
Ha condotto alcuni programmi radiofonici di Radio Rai: Il Paginone, Note azzurre, Lampi.
Dal 2013 al 2015 è stato presidente dell'Istituto Italiano di Studi Germanici.

## Pubblicazioni

### Narrativa
- Un giorno di settembre. Pasolini e altri poeti, in "Poesia 2009", Gaffi 2009.
- Settembre 2010. Il labrador e la poesia, in "Poesia 2012". Ultimo Annuario, Perrone 2012.
- Il corridoio di legno, Voland, 2012.
- Delitto a Villa Ada, Voland, 2013.
- Pasolini a Villa Ada, Voland, 2014
- Il cargo Giapponese, Voland, 2014

### Libri
- Materialismo e masochismo. Il "Werther", Foscolo e Leopardi, La Nuova Italia 1973, Artemide 2001(nuova edizione ampliata).
- Aspetti e tendenze della letteratura tedesca contemporanea (1945-1972), Iter 1973.
- Per la poesia, Editori Riuniti 1993.
- La tragedia del ridicolo. Teatro e teatralità nel Novecento tedesco, Ubulibri 1996.
- Rovine paradisiache. Scrittori del Novecento tedesco, Cosmopoli 1996.
- La poesia è la forma della mente, De Donato-Lerici, Roma 2002.
- La poesia italiana oggi. Un'antologia critica, Castelvecchi, Roma 2004.
- Samiszdat. Giovani poeti d'oggi, Castelvecchi, Roma 2005.
- Apologia del critico militante, Castelvecchi, Roma 2006.

-LaPoesia ed Castelvecchi 2016

### Saggi
- La società come parodia del melodramma. Prefazione a Heinrich Mann, La piccola città, Newton Compton, 1997.
- Il teatro è il corpo del mondo, in "Biblioteca teatrale", gennaio-marzo 1997 (Fascicolo monografico dedicato al "Teatro di Heiner Müller").
- La Grecia danubiana, in "Cultura tedesca" n° 8, dicembre 1997. (Fascicolo monografico dedicato a "Hugo von Hofmannsthal").
- Morte per amore o amore per la morte?. Prefazione a J. W. Goethe, I dolori del giovane Werther, Newton Compton, 1997.
- Lontano da Lili. Prefazione a J. W. Goethe, Poesie d'amore, Newton Compton, 1997.
- Poesia e sinestesia, in Sinestesie: percezioni sensoriali multiple nella cultura degli ultimi quarant'anni, Edizioni Scientifiche Italiane- Università di Perugia, 1999.
- Das Gewicht der Wiederholung. Zu „Thema und Variation", in „In die Mulde meiner Stummheit legt ein Wort...". Interpretationen zur Lyrik Ingeborgs Bachmanns. Böhlau Verlag Wien - Köln – Weimar, 2000.
- "Non ho mai letto Dostoevskij. Il lettore. Il narrare», in Letteratura svizzero-tedesca contemporanea, Liguori 2000.
- Il primo Faust e la scena dello Spirito della Terra, in La storia di Faust nelle letterature europee, Cuen Napoli 2000.
- Un linciaggio riuscito. Nuova prefazione a Materialismo e masochismo. Il "Werther", Foscolo e Leopardi, Artemide 2001.
- L'arpa eolia, in Studi in onore di Paolo Chiarini, Tomo II/1, Bulzoni 2003.
- Traumdeutung ovvero Traumnovelle. Prefazione a Arthur Schnitzler Doppio sogno, Newton Compton, 2003.
- Il libro del pittore, in Esercizi di lettura. Studi in onore di Mirella Billi, Sette Città, 2004.
- Un museo sbagliato. La poesia del Novecento e le arti, in Il classico violato, Artemide 2004.
- Cecità. Prefazione a Jakob Wassermann, Il caso Maurizius, Newton Compton 2006.
- Una corrente oceanica. Appunti per un'ulteriore riflessione sulla poesia, in "Poesia 2007-2008", Gaffi editore, 2009.
- Charenton, in Atlante geografico della letteratura tedesca, Quodlibet, 2009.
- Che cos'è la poesia?, voce per la Treccani Terzo Millennio, 2009.
- What is poetry?, in Italian Poetry Review, IV, 2009.
- Das Ewig-weibliche/ I Lehrstücke di Heiner Müller, in Studi Germanici, anno XLVIII, 1-3, 2010
- Può finire bene. La vicenda della poesia italiana nella seconda metà del Novecento, in "Poesia 2010-2011", Giulio Perrone editore, 2011.

### Traduzioni
- Paul Klee, Poesie, Guanda 1978, e, con Ursula Bavaj, nuova traduzione, Abscondita 2000;
- Frank Wedekind, Musica, Lerici 1979;
- Stefan George, L'anno dell'anima, SE, 1986.

### Traduzioni per il teatro
- La torre di Hugo von Hofmannsthal, per la regia di Luca Ronconi (Prato, Il Fabbricone);
- Il marchese di Keith di Frank Wedekind per il Teatro Stabile del Friuli-Venezia Giulia (Trieste), regia di Nino Mangano;
- Adamo ed Eva di Peter Hacks, per la regia di Francesco Capitano (Roma, Teatro Colosseo).

### Poesia
- Iconografia, Lacaita 1974;
- Tracce, Guanda 1977;
- L'esecutore, Guanda-Società di poesia 1981;
- Comunista crepuscolare, Daga 1989;
- Soldato segreto, Marcos y Marcos 1999;
- Poesie per fare l'amore, Es 2000;
- Il cielo delle parche, Empirìa 2002;
- Scrivo per te, mia amata e altre poesie: 1973-2007, Scheiwiller, 2009.
- Strappi siberiani, Elliot, 2021
- Ha fondato e diretto l'Annuario della poesia (1994-2011), editori: Castelvecchi, Gaffi, Perrone.

### Teatro
- Contessa Coraggio (Napoli, Teatro Ausonia 1984)
- Rumori di fondo (Roma, L'uccelliera di Villa Borghese 1988)
- Il gioco della peste (Festival di Fondi 1988; Roma, Teatro Colosseo 1989)
- Il silenzio delle sirene (Roma, Teatro Trianon 1988)
- L'anima animale (Festival di Fondi 1989)
- Il luogotenente del diavolo (Premio Fondi-La Pastora 1990, Roma, Teatro Colosseo 1991),
- L'amore per Amos (Roma, Teatro Colosseo 1991).
- Il taglio della barba (Roma, Teatro Beat 72, 1991)
- Fra' Gerardo cavaliere di pace nel Mediterraneo in fiamme (Amalfi 2004)
- Magmamleto (Anzio, Festival del teatro italiano 2003, Roma, Teatro di Tor Bella Monaca 2007)
- Pasolini a Villa Ada (Teatro Tor di IX 2014, Roma, Regia Ivan Festa)

### Pittura
- Roma. La mia pelle d'elefante è la terra, Galleria "Officina 14", novembre 2003.
- Todi. Una polveriera abbandonata, Sala delle pietre, settembre 2004.
- Roma. La vita sulla terra, Galleria "Studio MIC", aprile 2005.
- Roma. Baltico-Mediterraneo, Galleria "Studio MIC", marzo 2007.
- Roma. Umano, quasi umano, Galleria "Monty&Company", maggio 2008.
- Roma. La carta e il legno, Galleria "Monty&Company", novembre-dicembre 2011.
- Roma, Galleria "Officina 14", gennaio 2004.
- Roma, Galleria "Officina 14", maggio 2004.
- Bari, Galleria "Spazioikonos", maggio 2004.
- Roma, Nuovi pittori del Lazio, Villa Piccolomini, ottobre 2006.
- Roma, Galleria "Monty&Company", gennaio-febbraio 2009.

### Editoria
- Ha diretto la collana "I centauri" delle edizioni EDIESSE
- Ha diretto le edizioni De Donato-Lerici.